# Parafia Świętej Rodziny w Śmiarach
Parafia Świętej Rodziny – parafia rzymskokatolicka w Śmiarach.

## Historia
Parafia została erygowana 1997 przez  biskupa Jana Wiktora Nowaka.
Kościół parafialny wzniesiono w latach 1991–1994, według projektu Stanisława Średnickiego (1923–1994) z Łukowa.

## Zasięg parafii
Do parafii należą wierni z miejscowości: Śmiary oraz Daćbogi, Łupiny, Mroczki i Pluty.